# Alexander Buckner
Alexander Buckner, född 8 mars 1785 i Jefferson County, Kentucky, död 6 juni 1833 i Cape Girardeau County, Missouri, var en amerikansk politiker. Han representerade delstaten Missouri i USA:s senat från 4 mars 1831 fram till sin död.
Buckner studerade juridik. Han flyttade 1812 till Indianaterritoriet och 1818 till Missouriterritoriet. Han var ledamot av delstatens senat i Missouri 1822-1826. Han var anhängare av Andrew Jackson. Buckner efterträdde 1831 David Barton som senator för Missouri.
Han avled i kolera och efterträddes som senator av Lewis F. Linn. Gravplatsen förflyttades 1897 från Buckners farm till Old Lorimier Cemetery i Cape Girardeau.